# Vildarna
Vildarna är en skånsk supportergruppering som stödjer ishockeylaget Helsingborgs HC Redskins. Bildades säsongen 2005, när HHC låg i division 2. Har officiellt tagit ställning för ett självständigt Skåne.